# Vishuddha

Vishuddha est aussi représenté en vert ou en pourpre.

Vishuddha (sanskrit IAST, viśuddha ; devanāgarī, विशुद्ध) est le cinquième chakra majeur du tantrisme hindou. Son nom sanskrit signifie: centre de la purification.

## Localisation
Le kshetram de vishuddha est le creux de la gorge. Le chakra se situe à cette hauteur, au niveau de la colonne vertébrale.

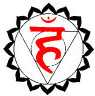
Vishuddha en noir et blanc, avec son mantra sanskrit, ham, en rouge.

## Représentation
Ce confluent énergétique compte seize pétales; traditionnellement, il est de couleur violet ou bleu. Un cercle intérieur est dessiné dans sa partie supérieure. Il fait référence à la lune et son élément qui est l'éther. L'animal associé est l'éléphant, tout comme mūlādhāra.

## Bija mantra
Le bija mantra associée à vishuddha est : ham. Sur chacun des seize pétales, une syllabe sanskrite est adjointe; les voici: am, aam, im, iim, um, uum, rim, riim, lrim, lriim, em, aim, om, aum, am, ah.

## Fonction
Vishuddha chakra est étroitement lié aux chakra supérieurs que sont Bindu visarga et ājñā. Si cette dernière émet les ondes de la pensée personnelle, vishuddha reçoit celles émises par les personnes qui nous entourent. Son sens est d'ailleurs l'ouïe (śrotra associé à śabda); les organes liés sont: les oreilles, mais aussi les cordes vocales.

Vishuddha chakra avec le cercle lunaire et la goutte d'amrit.

Vishuddha est également capable de canaliser ses propres ondes intérieures, positives ou négatives. Ce cinquième chakra est aussi en rapport avec l'amrit, le nectar divin.
Ce cinquième chakra est en liaison directe avec le troisième guṇa: les sattva. Les désirs non égoïstes sont éveillés lorsque ce chakra s'anime. Avec mūlādhāra et maṇipūra, c'est le troisième chakra à créer les pensées et à ainsi faire vivre l'humain.

## Pratique d'éveil
Des āsana du haṭha yoga se concentrent sur l'éveil de vishuddha. Un bandha lui est spécifiquement consacré.

## Comparaison avec les autres religions
Dans le bouddhisme tibétain, la roue de la gorge est un centre important. Elle est circulaire, rouge, avec seize pétales ou canaux.

## Source
- Swami Satyananda Saraswati, Kundalini Tantra, publié en France chez éditions Swam, édition de 2005, pages 227 et suivantes,  (ISBN 9782950338976).
- vishuddha chakra(en) dans wikipédia en anglais.